# 小鼩鼱
小鼩鼱（学名：Sorex minutus）为鼩鼱科鼩鼱属的动物。在中国大陆，分布于陕西、青海、内蒙古、甘肃、黑龙江、四川、西藏、新疆等地。该物种的模式产地在西伯利亚巴尔脑尔。
其种加词“minutus”意为“小的”。

## 亚种
- 小鼩鼱呼盟亚种（学名：Sorex minutus hyojironis），Kuroda于1939年命名。在中国大陆，分布于黑龙江、内蒙古（大兴安岭）等地。该物种的模式产地在海拉尔。[2]
- 小鼩鼱克什米尔亚种（学名：Sorex minutus planiceps），Miller于1911年命名。在中国大陆，分布于西藏（扎达）等地。该物种的模式产地在克什米尔的基什特瓦尔。[3]
- 小鼩鼱西藏亚种（学名：Sorex minutus thibetanus），Kastschenko于1905年命名。在中国大陆，分布于陕西、青海、甘肃、四川、西藏、新疆等地。该物种的模式产地在柴达木盆地。[4]